# Jasenov (district de Sobrance)
Pour les articles homonymes, voir Jasenov.
Jasenov est un village de Slovaquie situé dans la région de Košice.

## Histoire
Première mention écrite du village en 1279.

## Démographie

### Évolution de la population
| Année:               | 1994. | 2004.   | 2014.   | 2024.    |
| -------------------- | ----- | ------- | ------- | -------- |
| Nombre de personnes: | 293   | 319     | 308     | 270      |
| Différence:          |       | +8,87 % | -3,44 % | -12,33 % |

| Année:               | 2023. | 2024.   |
| -------------------- | ----- | ------- |
| Nombre de personnes: | 275   | 270     |
| Différence:          |       | -1,81 % |

## Politique
| Nom          | Parti politique      | Date de l'élection | Fin du mandat |
| ------------ | -------------------- | ------------------ | ------------- |
| Michal Šabak | Candidat indépendant | 02.12.2006         | Déc. 2010     |